# ميلوماكارونو
الميلوماكارونو (باليونانية: μελομακάρονο الجمع: μελομακάρονα ،melomakarona) هي حلوى يونانية على شكل بيضة مصنوعة من الدقيق وزيت الزيتون والعسل. تشبه الغريبة الحلوى التقليدية التي تعد بشكل أساسي خلال موسم عطلة عيد الميلاد.
تاريخيًا، يُعتقد أن الميلوماكارونا مشتق من مكاريا القديمة والعصور الوسطى، والتي كانت تؤكل خلال الجنازات. أدت التغييرات التدريجية في الوصفة وإضافة غمسها في العسل إلى الميلوماكارونا التي اشتقت من الكلمة اليونانية للعسل «ميلي» و «مكاريا».
مكونات الميلوماكارونو هي الدقيق أو السميد والسكر وقشر البرتقال و/ أو العصير الطازج والكونياك (أو مشروب مشابه) والقرفة وزيت الزيتون.أثناء تحضيرها يتم حشوها بالجوز المطحون. مباشرة بعد الخبز تغمر لبضع ثوان في شراب بارد مصنوع من العسل والسكر المذاب في الماء. أخيرًا، يتم تزيينها بقطع أكبر من الجوز. وهناك الميلوماكارونا المغطى بالشوكولاتة الداكنة هو أيضًا شكل أحدث من الوصفة التقليدية.